# Bo Ekelund

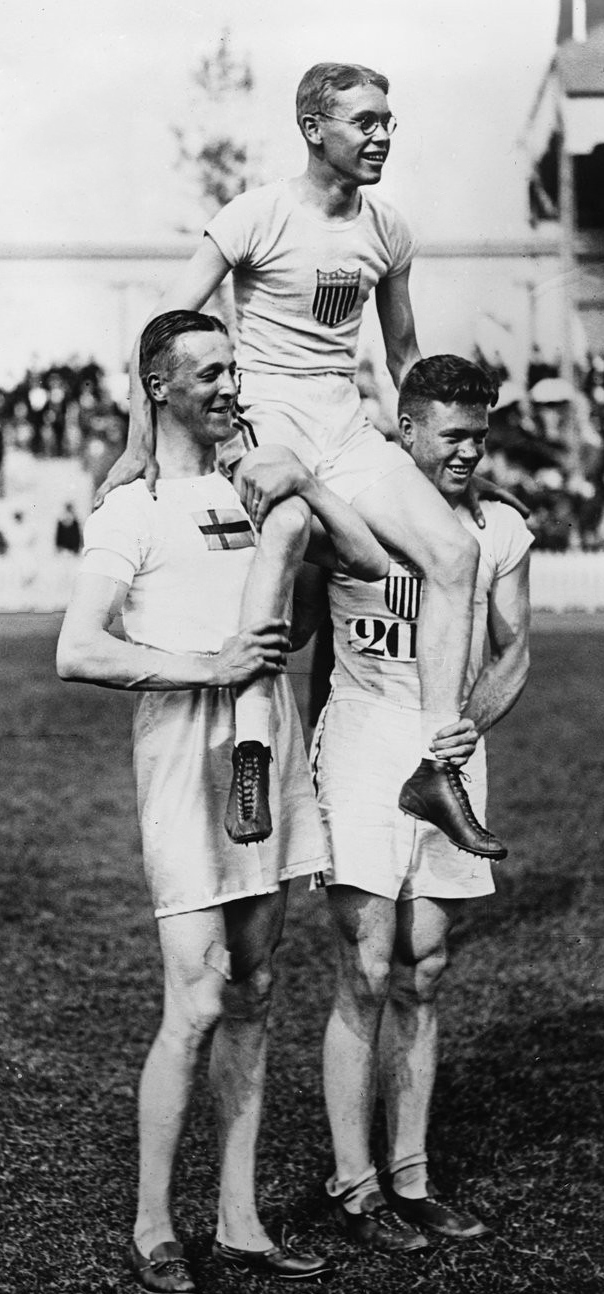
Von links nach rechts: Bo Ekelund, Richmond Landon, Harold Muller, 1920

Bo Ekelund (Bo Daniel Ekelund; * 26. Juli 1894 in Gävle; † 1. April 1983 in Saltsjöbaden) war ein schwedischer Hochspringer.
Am 21. September 1919 stellte er in Kopenhagen mit 1,93 m einen schwedischen Rekord auf.
1920 gewann er bei den Olympischen Spielen in Antwerpen mit 1,90 m die Bronzemedaille hinter den beiden US-Amerikanern Richmond Landon (1,935 m) und Harold Muller (1,90 m).
1919 und 1920 wurde er schwedischer Meister.